# Коллаборационизм в Великой Отечественной войне
Коллаборационизм в Великой Отечественной войне (также советский коллаборационизм) — оказание помощи в форме сотрудничества или пособничества находившимся в состоянии войны с СССР государствам — нацистской Германии и её союзникам, осуществлявшееся советскими гражданами с целью причинения ущерба СССР, его суверенитету, безопасности и целостности. К коллаборационистам в контексте Великой Отечественной войны также относят лиц, принадлежавших к коренным народам СССР либо имевших отношение к Российскому государству в прошлом, например, белоэмигрантов.
Исследователи выделяют различные виды коллаборационизма в годы Великой Отечественной войны, в том числе военный, административный, экономический. Советский коллаборационизм носил как вынужденный, так и добровольный характер: если в первом случае советские граждане шли на сотрудничество с противником вследствие сложившихся обстоятельств, желая сохранить свою жизнь и жизнь своих близких, спастись от тяжёлых условий плена или оккупации, то во втором случае речь, как правило, шла об осознанном, зачастую идеологически обоснованном желании помочь Германии и её союзникам в борьбе с советской властью. Коллаборационисты также позиционировались в качестве своего рода некоей «третьей силы», направленной как против СССР, так и против Третьего рейха.

## Исторический контекст
22 июня 1941 года началась Великая Отечественная война: войска нацистской Германии и её европейских союзников в нарушение пакта Молотова — Риббентропа вторглись на территорию СССР. Мощный удар сил противника, характеризовавшийся быстрым продвижением его танковых и моторизованных соединений, нарушил управление войсками Красной армии, которые в ходе тяжёлых боёв были вынуждены отступать всё дальше и дальше от государственной границы.
В планы руководства нацистской Германии входило разделение оккупированной территории СССР на несколько частей, что предполагало создание ряда рейхскомиссариатов, в частности, Остланд (также Балтенланд), Украина и Россия (также Московия). 16 июля 1941 года в главной ставке Гитлера были приняты ключевые решения о разделе восточноевропейских территорий: рейхсминистром оккупированных восточных территорий был назначен А. Розенберг, рейхскомиссариат Остланд (Балтенланд) возглавил Г. Лозе, рейхскомиссариат Украина — Э. Кох, рейхскомиссариат Россия — З. Каше. С 1940 года по приказу рейхсфюрера СС Г. Гиммлера также разрабатывался генеральный план «Ост», содержавший положения о колонизации восточных территорий и «расширении жизненного пространства» народа Германии; летом 1941 года к процессу разработки плана присоединилось и только что созданное министерство Розенберга.
К началу декабря 1941 года нацистской Германии удалось захватить 8,7 % территории СССР в его предвоенных границах (всего за годы войны — до 10 %). Оккупирована была Белоруссия, Латвия, Литва, Молдавия, Украина, Эстония и ряд регионов (западные и юго-западные области) РСФСР; к началу войны на указанных территориях проживало около 45 % населения СССР (согласно различным данным, 84,9 либо 88 миллионов человек). Оккупационный режим сохранялся в северо-западных районах РСФСР более трёх лет, центральная часть республики — в течение почти двух лет. К началу 1944 года оккупированными продолжали оставаться прибалтийские республики, Карелия, значительная часть Белоруссии, Украины, Ленинградской и Калининской областей РСФСР, а также Молдавия и Крым. Полностью освобождена от нацистской оккупации территория СССР была лишь во второй половине 1944 года.
Начальный этап войны был ознаменован попаданием в плен противника сотен тысяч советских солдат и офицеров. В июне—сентябре 1941 года пропавшими без вести и пленными числились 1 699 099 человек. Согласно немецким данным, к 1 декабря 1941 года в плен было взято 3,8 миллиона советских военнослужащих (по другим данным — 3,35 миллиона), к 19 февраля 1942 года — 3,9 миллиона, а к концу войны (по состоянию на 1 февраля 1945 года) — около 5,7 миллиона. 16 августа 1941 года Ставкой Верховного Главнокомандования был издан приказ № 270 «Об ответственности военнослужащих за сдачу в плен и оставление врагу оружия», вводивший ответственность для военнослужащих за сдачу в плен без сопротивления.

## Сущность явления. Терминология
Понятие «коллаборационизм» (от фр. collaboration — «сотрудничество»), обозначающее добровольное сотрудничество граждан оккупированной страны с противником во вред своему государству в ходе войны либо вооружённого конфликта, имеет французское происхождение и возникло в период наполеоновских войн. В период Второй мировой войны под коллаборационизмом изначально понималось сотрудничество французских граждан с нацистской Германией, оккупировавшей Францию в 1940 году и установившей в ней марионеточный режим, более известный как «режим Виши». «Как известно, впервые это понятие употребил (вовсе не в отрицательном смысле) маршал Анри Петэн», — указывают исследовали Д. А. Жуков и И. И. Ковтун. После поражения стран «оси» во Второй мировой войне понятие приобрело негативные коннотации и получил широкое распространение в западной историографии для обозначения различных сил, структур и лиц, сотрудничавших с нацизмом; так, термин «коллаборационизм» использовался в отношении государств Европы и Азии (Бельгия, Нидерланды, Норвегия, Китай), оккупированных Германией и её союзниками, а также в отношении формирований этих государств, находившихся под контролем или в составе оккупационных вооружённых сил.
Доктор исторически наук, профессор С. Г. Осьмачко характеризует коллаборационизм в Великой Отечественной войне («советский коллаборационизм») как «коллаборационизм советских граждан на оккупированных территориях в годы Великой Отечественной войны». Говоря о коллаборационизме в годы Великой Отечественной войны и опираясь не только на научно-исторический, но и на юридический подход, доктор исторических наук Ф. Л. Синицын, выделяет объективную сторону коллаборационизма как преступного деяния, которую, по его мнению, составляет «действие, направленное на причинение государству, которое находится с Советским Союзом в состоянии войны или вооружённого конфликта, совершённое на территории, неподконтрольной властям СССР»; в качестве объекта коллаборационизма как преступного посягательства Синицын рассматривает суверенитет, безопасность и целостность СССР.
В ряде источников к категории коллаборационистов в контексте Великой Отечественной войны относят лиц, не проживавших в СССР и не имевших советского гражданства, однако, по мнению Ф. Л. Синицына, в данном случае коллаборационистами следует считать только граждан СССР. «Неправомерным является признание коллаборационистом человека только по факту принадлежности к одному из коренных народов Советского Союза (русские, украинцы, белорусы, казахи, татары и др.) или лица, имевшего, отношение к Российскому государству в прошлом (например, белоэмигранта)», — подчёркивает Синицын. Также, по мнению учёного, с точки зрения советского законодательства коллаборационистами не могут считаться апатриды, лица, имевшие в СССР вид на жительства или статус беженца либо статус перемещённого лица.
В СССР при обозначении коллаборационистов использовались понятия «предатели», «изменники Родины», «пособники врага», которые Д. А. Жуков и И. И. Ковтун характеризуют как экспрессивно окрашенные. По мнению Ф. Л. Синицына, термины «предатель» и «изменник» представляются неподходящими, так как применяются и в условиях мирного времени. Как выражавшееся в различных формах сотрудничество жителей СССР с нацистским оккупационным режимом рассматривает коллаборационизм в Великой Отечественной войне доктор исторических наук, профессор Б. Н. Ковалёв. Тем не менее, не следует рассматривать понятия «коллаборационизм» и «сотрудничество» как синонимичные, полагает Ф. Л. Синицын, так как коллаборационизм может проявляться в одностороннем оказании помощи врагу. Также, по мнению учёного, термин «сотрудничество» «не отражает морально-политическую глубину» умышленного, причиняющего ущерб взаимодействия с врагом страны в военное время. Д. А. Жуков и И. И. Ковтун, в целом соглашающиеся с позицией Синицына, указывают, что «наиболее точной калькой» понятия коллаборационизм является эвфемизм «пособничество». Как пишет израильский историк Арон Шнеер, в СССР научные исследования на тему сотрудничества советских граждан с оккупантами были запрещены, поскольку подрывали миф о единстве советского народа и могли давать публичную информацию о причинах сотрудничества.

## Виды коллаборационизма в Великой Отечественной войне
Доктор исторических наук, профессор М. И. Семиряга писал о проявлении в рамках каждой войны бытового коллаборационизма либо более серьёзных форм — административного, экономического и военно-политического коллаборационизма. В монографии «Нацистская оккупация и коллаборационизм в России, 1941—1944» (2004) Б. Н. Ковалёв выделяет административный, экономический, культурный, духовный, национальный и военно-политический коллаборационизм, а в своей работе «Коллаборационизм в России в 1941—1945 гг.: типы и формы» (2009) — военный, административный, идеологический, экономический, интеллектуальный, духовный, национальный, детский и половой. Также Ковалёвым используется понятие «гражданский коллаборационизм».
С. Г. Осьмачко соглашается с тезисом, что классификация Ковалёва, изложенная им в монографии «Коллаборационизм в России в 1941—1945 гг.: типы и формы», не является бесспорной: по мнению учёного, не следует особо выделять национальный коллаборационизм, поскольку различные действия тех или иных национальных групп вполне соотносятся с военными, экономическими, политическими и прочими его разновидностями. Выделение детского коллаборационизма представляется Осьмачко непонятной, привлечение детей к диверсионной деятельности против советских войск он характеризует как разновидность военного коллаборационизма. «Неудобным и бессмысленным» считает учёный сведение проблемы сожительства советских женщин с немецкими военнослужащими к патриотическому поведению в рамках полового коллаборационизма. Интеллектуальный, духовный и идеологический виды коллаборационизма, согласно точке зрения Осьмачко, легко вписывается в содержание политической разновидности этого феномена.
В разные годы Б. Н. Ковалёв, С. Г. Осьмачко, М. И. Семиряга и другие историки обращались к проблеме добровольного и вынужденного коллаборационизма. Осьмачко, опираясь на мотивацию коллаборационистов как основание для классификации, предлагает различать «коллаборационизм-преступление» и «коллаборационизм-сотрудничество». По мнению исследователя добровольный коллаборационизм характеризовался сознательным сотрудничеством с противником, ненавистью к советской власти, национальным сепаратизмом, вооружённой борьбой против СССР, участием в карательных акциях, разрушении культурных объектов и т. д.; признаками вынужденного коллаборационизма являлись вынужденное сотрудничество, стремление к выживанию, принуждение, внедрение оккупационными властями «нового порядка», а также экономическое и административно-политическое участие в процессе установления нового режима.
По мнению М. И. Семиряги, не все виды коллаборационизма можно квалифицировать как измену Родине, за исключением военно-политического коллаборационизма. О том, что коллаборационизм неоднороден и не любое сотрудничество с противником следует называть изменой или предательством, писал в своей монографии «Коллаборационизм в России в 1941—1945 гг.: типы и формы» и Б. Н. Ковалёв. «Люди, осознанно и добровольно перешедшие на сторону врага и с оружием в руках, или используя свой интеллект, воевавшие на стороне Германии против своего Отечества, не могут не рассматриваться как преступники. Однако вряд ли можно называть изменой или предательством в уголовно-правовом или даже нравственном смысле этого слова бытовой коллаборационизм, как например: размещение на постой солдат противника, оказание для них каких-либо мелких услуг», — отмечал историк.

## Причины и условия развития коллаборационизма в Великой Отечественной войне
Сегодня сообщили по радио о нападении немцев на нас. Война, по-видимому, началась, и война настоящая. Неужели же приближается наше освобождение? Каковы бы ни были немцы — хуже нашего не будет. Да и что нам до немцев? Жить-то будем без них. <…> Прости меня, Господи! Я не враг своему народу, своей родине. Не выродок. Но нужно смотреть прямо правде в глаза: мы все, вся Россия страстно желаем победы врагу, какой бы он там ни был. Этот проклятый строй украл у нас все, в том числе и чувство патриотизма.
Возникновение коллаборационизма в СССР, по мнению кандидата исторических наук С. И. Дробязко, не в последнюю очередь было обусловлено социально-политическими предпосылками, сложившимися накануне войны и в период её начального этапа, толчком же к развитию данного явления стало крайне неудачное для СССР начало войны. Доктор исторических наук, профессор О. В. Будницкий и кандидат исторических наук, доцент Г. С. Зеленина указывают, что накануне войны немало жителей СССР мечтало о гибели советской власти, а некоторых из них были готовы к сотрудничеству с любой внешней силой, чтобы эту власть уничтожить. «Модернизация по-сталински привела к созданию тяжелой промышленности и колхозного строя, и к гибели миллионов людей; потери населения в результате голода начала 1930-х гг. были сопоставимы с общим числом погибших в годы Первой мировой войны во всех странах-участницах вместе взятых», — пишут историки. Отмечают исследователи также то, что в конце 1930-х годов в СССР была развёрнута мощная антирелигиозная кампания, в рамках которой власти приступили к массовой ликвидации религиозных объединений и репрессиям священнослужителей — следствием данных действий стало распространение среди населения, особенно в крестьянской среде, надежд на внешнее вмешательство, способное покончить с «безбожной властью». «Несмотря на массовые репрессии, чистки, жесткий идеологический контроль, советской власти не удалось выявить всех своих противников», — делают вывод Будницкий и Зеленина; большая часть этих врагов никак себя не проявляла, понимая безнадёжность борьбы и пытаясь приспособиться к существующим условиям.
Мотивы и цели коллаборационистов в годы Великой Отечественной войны, как отмечает Ф. Л. Синицын, были разными, и это отражено в историографии вопроса. Добровольность вовлечения в коллаборационизм, по мнению исследователя, одновременно не исключает вынужденности принятия такого решения. Историк также выделяет психологические, низменные и политические мотивы советских граждан-коллаборационистов. Психологические мотивы, по мнению Синицына, объединяли «страх перед жестокостью оккупантов, стремление защитить свои семьи, спастись от тяжелейших условий плена»; мотивы данной категории лишены низменного содержания, а цель, обусловленная ими, состояла в физическом выживании человека. Именно психологическим мотивам Синицын отводит главенствующую роль вовлечения советских военнопленных в коллаборационизм. К низменным мотивам историк относит тщеславие, алчность, месть; данные мотивы были обусловлены корыстными и прочими эгоистическими побуждениями и характеризовались целью в виде улучшения своего социального и экономического положения. Такие основанные на идейности и убеждениях мотивы, как неприятие советской власти и негативную реакцию на социально-политическое условия в СССР (в частности, коллективизацию и репрессии), Синицын относит к категории политических. «Целью „политических“ коллаборационистов в период Великой Отечественной войны, в основном, было свержение в СССР власти большевистской партии. За рубежом, особенно в среде русской эмиграции, как известно, сложилась концепция „Освободительного движения народов России“, направленного в годы войны как против Германии так и против СССР (т. н. „третья сила“)», — подчёркивает исследователь. По мнению Синицына, к политическим мотивам также следует относить этнополитические — шовинизм, национализм, участие в «национально-освободительном движении» против советской власти; цель этнополитических мотивов заключалась либо в достижении отдельными регионами независимости от СССР, либо в полной дезинтеграции СССР.
Б. Н. Ковалёв обращает внимание на то, что в годы Великой Отечественной войны у некоторых советских людей появилось «чувство благодарности немцам и их союзникам за „освобождение от проклятого ига жидо-большевизма“», нередко возникавшее под влиянием масштабной пропаганды нацистской Германии. Открытый переход на сторону врага, по мнению историка, в большинстве случаев был связан с неверием в победу Красной армии, ненавистью к советской власти, местью государству или конкретным лицам, желанием сделать карьеру при новой власти либо просто «хорошо и сытно жить в экстремальных условиях нацистской оккупации». Обращает Ковалёв внимание и на вынужденный характер коллаборационизма в ряде случаев: в условиях оккупации, отмечает исследователь, перед миллионами людей встала проблема физического выживания, а гражданский коллаборационизм (среди мирных жителей, особенно в городах) по большей части носил вынужденный характер вследствие отсутствия иных способов добыть «средства существования для родных и близких». Во многом вынужденное сотрудничество советских граждан с противником на оккупированной территории Ковалёв характеризует как «коллаборационизм выживания».
Начиная с 1937 г. я враждебно относился к политике Советского правительства, считая, что завоевания русского народа в
годы гражданской войны большевиками сведены на нет. Неудачи Красной армии в период войны с Германией я воспринял как результат неумелого руководства страной и был убежден в поражении Советского Союза. Я был уверен, что интересы русского народа Сталиным и Советским правительством принесены в угоду англо-американским капиталистам.
С. И. Дробязко отмечает, что в составе коллаборационистских формирований оказались самые разные люди, в частности, как убеждённые враги режима, так и лица, вовлечённые на путь сотрудничества с противником силой обстоятельств; привели к этому разнообразные формы и методы советских граждан. Первостепенное внимание, по мнению историка, уделялось привлечению добровольцев, причём в первую очередь из числа граждан, пострадавших от действий советской власти в период коллективизации и сталинских репрессий, озлобленных данными действиями в отношении себя и своих близких и искавшими возможности отомстить. «Однако говоря о „добровольности“ пленных красноармейцев, следует иметь в виду, что в подавляющем большинстве случаев речь шла о выборе между жизнью и смертью в лагере от непосильного труда, голода и болезней. Учитывая ужасающие условия, в которых находились военнопленные, беспроигрышным аргументом вербовщиков было напоминание об отношении к ним советских властей как к изменникам и дезертирам, что должно было окончательно убедить доведённых до отчаяния людей, что обратного пути для них нет», — резюмирует он.
Из числа коллаборационистских лидеров непримиримыми противниками советской власти являлись белоэмигранты, в том числе бывшие белогвардейцы и офицеры царской армии, например, П. Н. Краснов и А. Г. Шкуро (обоим приписывается высказывание «хоть с чёртом против большевиков»). «Самым что ни на есть убеждённым врагом советской власти», с облегчением воспринявшим немецкую оккупацию, называют Д. А. Жуков и И. И. Ковтун руководителя Локотского самоуправления Б. Н. Каминского. Дискуссионным в исторической науке остаётся вопрос о мотивах главнокомандующего Русской освободительной армии А. А. Власова: «Ничто не указывает на то, что он собирался „освобождать“ Россию до пленения», — отмечают О. В. Будницкий и Г. С. Зеленина. Тем не менее, как подчёркивает кандидат исторических наук К. М. Александров, генерал не принуждался к сотрудничеству с противником насильственным путём и встал на путь коллаборационизма по своей воле: «Смерть ему не грозила и в лагере военнопленных у него существовала очевидная возможность свободно выбрать в плену ту модель поведения, которая в наибольшей степени соответствовала личным интересам».

## Военный коллаборационизм
Военный коллаборационизм, являющийся, как отмечает Б. Н. Ковалёв, оказанием содействия противнику с оружием в руках, в годы Великой Отечественной войны проявлялся в таких формах, как служба в военных и военизированных формированиях, полицейских структурах, органах разведки и контрразведки. С. И. Дробязко указывает, что с проблемой использования в своих рядах коллаборационистов из числа советских граждан и эмигрантов вооружённые силы Германии столкнулись с первых дней войны: лица из числа советских военнопленных и гражданского населения привлекались на службу в качестве вспомогательного персонала в тыловые части, что было обусловлено нехваткой личного состава в боевых подразделений; также создавались коллаборационистские подразделения для охранной службы и борьбы с партизанами на оккупированной территории. Тем не менее, по мнению историка, использование в рядах армии нацистской Германии сотен тысяч советских граждан не ограничивалось «одним лишь удовлетворением нужд, связанных с нехваткой личного состава и партизанской опасностью»: нацистским руководством коллаборационисты рассматривались в качестве основы антисоветской оппозиции, действия которой могли быть направлены на уничтожение сталинского режима и подготовку условий для «внутреннего взрыва» в СССР.

### Виды и статус военных коллаборационистских формирований
| Западные историки (усреднённый показатель)       | 1 млн          |
| к. и. н. К. М. Александров                       | около 1,15 млн |
| д. и. н. О. В. Будницкий                         | более 1 млн    |
| д. и. н. С. В. Воробьёв, д. и. н. Т. В. Каширина | 1,5 млн        |
| д. и. н. М. А. Гареев                            | 200 тыс        |
| к. и. н. С. И. Дробязко                          | до 1,3 млн     |
| Б. Мюллер-Гиллебранд                             | 520—620 тыс    |
| к. и. н. Н. М. Раманичев                         | до 1,5 млн     |
| д. и. н. А. О. Чубарьян                          | около 1 млн    |

Советские коллаборационисты появились в подразделениях армии нацистской Германии уже в первые месяцы начала Великой Отечественной войны. Добровольцы из числа советских военнопленных и гражданского населения использовались в тыловых службах (в качестве шофёров, конюхов, разнорабочих и др.), а также в боевых подразделениях (например, в качестве подносчиков патронов, связных и сапёров). В дальнейшем эта категория коллаборационистов стала именоваться «хиви» (сокращение от нем. Hilfswilliger, в буквальном переводе — «готовые помочь»). Впоследствии хиви переводились в состав охранных команд и антипартизанских отрядов. К концу 1942 года «хиви» составляли значительную часть ведущих боевые действия в СССР немецких дивизий: почти каждая дивизия имела одну, а иногда и две восточные роты, некоторые корпуса — батальон. Несмотря на официальный запрет, как указывает С. И. Дробязко, в составе немецких войск создавались и более крупные «русские» части.
Впервые попытка определить статус военнослужащих и военных формирований из числа граждан СССР была предпринята немецким командованием в августе 1942 года: организационным управлением Генерального штаба Верховного командования сухопутных войск был подготовлен и издан (за подписью генерал-полковника Ф. Гальдера) приказ № 8000/42, посвящённый вспомогательным силам на оккупированных восточных территориях; почти одновременно была издана директива Верховного командования вермахта за номером 46, определившая общие требования к антисоветским коллаборационистским воинским частям. С этого момента выделялись следующие категории лиц, которые могли быть задействованы на стороне армии Третьего рейха:
- представители тюркских народностей (в том числе грузины, армяне, таджики, народы Северного Кавказа) и казаки; рассматривались в качестве равноправных союзников, сражавшихся плечом к плечу с солдатами Германии против большевизма в составе специализированных частей (туркестанские батальоны, казачьи части и др.)[85];
- местные охранные части из добровольцев (в том числе освобождённые военнопленные из числа эстонцев, латышей, литовцев, финнов, украинцев, белорусов и этнических немцев), используемые в тылу для противодействия окружённым группам РККА, партизанам и «большевистским повстанцам»[85];
- части из местных добровольцев и освобождённых военнопленных с постоянной дислокацией, используемые для полицейских и охранных функций (в различных группах армий носили разные наименования)[86];
- добровольцы из местных жителей и освобождённых военнопленных, на долгосрочной основе привлекавшиеся в немецкие части в качестве вспомогательного персонала[87];
- жители оккупированных территорий, временно привлекавшиеся в помощь немецкой армии для особых работ (в том числе гужевая повинность, дорожно-строительные и фортификационные работы и др.)[87];
- советские военнопленные, сохранявшие статус военнопленных, но привлекавшиеся для службы в составе отдельных подразделений (в том числе строительные батальоны и батальоны снабжения) для работ в интересах немецкой армии[87].

В отношении вещевого снабжения, денежного довольствия и продовольственного пайка в соответствии с приложениями к приказу № 8000/42 выделялись четыре категории местных вспомогательных сил: тюркские батальоны, казаки и крымские татары; подразделения охраны (служба порядка); добровольные помощники; местные охранные подразделения (в том числе эстонские, латвийские, литовские и финские подразделения).

### Численность военных коллаборационистов
Вопрос общей численности коллаборационистов, служивших в вооружённых силах нацистской Германии, в исторической науке остаётся дискуссионным, а данные источников зачастую подвергаются искажениями в угоду политическим и морально-этическим оценкам, оцениваются в заведомо неверном ключе: так, по мнению С. И. Дробязко, зарубежные историки, стремясь доказать массовый характер коллаборационизма как формы социального протеста против советской власти, склонны «для большей убедительности» завышать приводимые цифры; советские и российские исследователи, напротив, занижают аналогичные показатели, зачастую не подкрепляя результаты своих изысканий никакими документальными материалами. Ряд российских историков (К. М. Александров, О. В. Будницкий, С. И. Дробязко и др.) придерживается мнения, что общее количество военных коллаборационистов в годы Великой Отечественной войне превышало 1 миллион человек.
Через формирования вермахта, по оценкам С. И. Дробязко, за годы Великой Отечественной войны прошло от 800 тысяч до 1 миллиона граждан СССР, из которых до 400 тысяч человек несли службу в боевых и тыловых формированиях действующей армии (в том числе восточные легионы, казачьи части, восточные батальоны и роты) и в отрядах вспомогательной полиции в зоне военного управления, а остальные — в рядах добровольцев вспомогательной службы, состоявших на службе в частях вермахта индивидуальным порядок или в составе небольших групп. В составе войск СС, согласно данным западных исследователей, за весь период войны служило более 150 тысяч советских граждан (из них 50 тысяч русских, включая 35 тысяч казаков, а также 40 тысяч латышей, 30 тысяч украинцев, 20 тысяч эстонцев, 8 тысяч белорусов и примерно такое же количество представителей тюркиских и кавказских народов); это число, как указывает Дробязко, составляет примерно половину от общего числа иностранных добровольцев в войсках СС и более 10 % от совокупной численности личного состава восточных формирований. В боевых полицейских формированиях (батальоны «шума»), многие из которых впоследствии вошли в структуру войск СС, несли службу до 75 тысяч человек.

## Комментарии
1. ↑  1. Русская освободительная армия[1][2]. 2, 5. Комитет освобождения народов России[3][4]. 3. Русская освободительная народная армия (Локотское самоуправление; впоследствии — 29-я добровольческая пехотная дивизия СС «РОНА»)[4][5][6]. 4. Особая дивизия R 
(дивизия «Руссланд»; впоследствии — 1-я Русская национальная армия)[4]. 6. Украинская освободительная армия[1]. 7. Украинская национальная армия; нарукавный знак был разработан в 1944 году, но, вероятно, не получил практического применения[7][8]. 8. 30-я добровольческая пехотная дивизия СС (1-я белорусская); нарукавный знак был разработан в 1944 году, но, вероятно, не получил практического применения[7][9]. 9. Легион «Идель-Урал»[3]. 10. Горно-кавказский легион (впоследствии разделён на азербайджанский и северокавказский легионы)[3][10]. 11. Азербайджанский легион[3]. 12. Армянский легион[3]. 13. Грузинский легион[3]. 14. Северокавказский легион[3]. 10. Туркестанский легион[1]. 16, 20. Донские казаки[11]. 17, 21. Кубанские казаки[11]. 18. Сибирские казаки[1]. 19, 22. Терские казаки[11].
2. ↑  Б. Н. Ковалёв: «В нашей стране термин „коллаборационизм“ для обозначения людей, сотрудничавших в различных формах с нацистским оккупационным режимом, стал употребляться лишь в последнее время»[16]; Ф. Л. Синицын: «<…> в русском языке термин „коллаборационизм“ также не должен употребляться в качестве синонима для слова „сотрудничество“ („коллаборация“). Тем более, что коллаборационизм — это не обязательно „сотрудничество“, ведь он может проявляться в одностороннем оказании помощи врагу»[17].
3. ↑  Д. А. Жуков, И. И. Ковтун: «В практике советского государства коллаборационистов именовали изменниками Родины, предателями и пособниками врага. Среди этих экспрессивно окрашенных выражений, как нам представляется, эвфемизм пособничество является наиболее точной калькой термина коллаборационизм»[18].
4. ↑  Расхождения в цифрах относительно количества советских солдат и офицеров, оказавшихся в плену в 1941 году, доктор исторических наук В. Н. Земсков объясняет смертностью среди пленных: «3,8 млн. — это число пленных по донесениям воинских частей, а 3,35 млн. — соответствующие данные лагерной статистики. Получается, что в 1941 г. 450 тыс. пленных погибли после момента пленения до поступления в лагеря»[30].
5. ↑  Приказ Ставки Верховного Главнокомандования от 16 августа 1941 года № 270 «Об ответственности военнослужащих за сдачу в плен и оставление врагу оружия»: «Командиров и политработников, во время боя срывающих с себя знаки различия и дезертирующих в тыл или сдающихся в плен врагу, считать злостными дезертирами, семьи которых подлежат аресту как семьи нарушивших присягу и предавших свою Родину дезертиров. Обязать каждого военнослужащего, независимо от его служебного положения, потребовать от вышестоящего начальника, если часть его находится в окружении, драться до последней возможности, чтобы пробиться к своим, и если такой начальник или часть красноармейцев вместо организации отпора врагу предпочтут сдаться ему в плен, — уничтожать их всеми средствами, как наземными, так и воздушными, а семьи сдавшихся в плен красноармейцев лишить государственного пособия и помощи»[33].
6. ↑  При этом М. И. Семиряга характеризует коллаборационизм в контексте Второй мировой войны как «разновидность фашизма» и практику сотрудничества «национальных предателей с гитлеровскими оккупационными властями в ущерб своему народу и родине»[48]. Историк отмечает, что понятие коллаборационизма — сугубо политизированное, а потому употреблять его, «не становясь на позиции той или иной воюющей стороны», невозможно; Семиряга акцентирует внимание на своём выборе позиции «прогрессивных антифашистских сил», а не позиции сил, становившихся на сторону противника «под предлогом псевдопатриотизма»[49].
7. ↑  С. И. Дробязко указывает, что некоторая погрешность в указанных расчётах связана с тем, что примерно 100—150 тысяч «хиви» в ходе войны «могли быть переданы в восточные батальоны и более мелкие части»[89].